# Sterrepleinkerk
De Sterrepleinkerk, ook wel Gereformeerde kerk genoemd, is een voormalig kerkgebouw aan het Sterreplein in de buurt Sint Maartenspoort in het centrum van de Nederlandse stad Maastricht. De Sterrepleinkerk heeft ruim 60 jaar dienstgedaan als kerkgebouw van de Gereformeerde Kerken in Nederland te Maastricht, maar is sinds 1990 gesloten en doet thans dienst als woning-atelier en multifunctionele ruimte. Het gebouw is een gemeentelijk monument.

## Geschiedenis

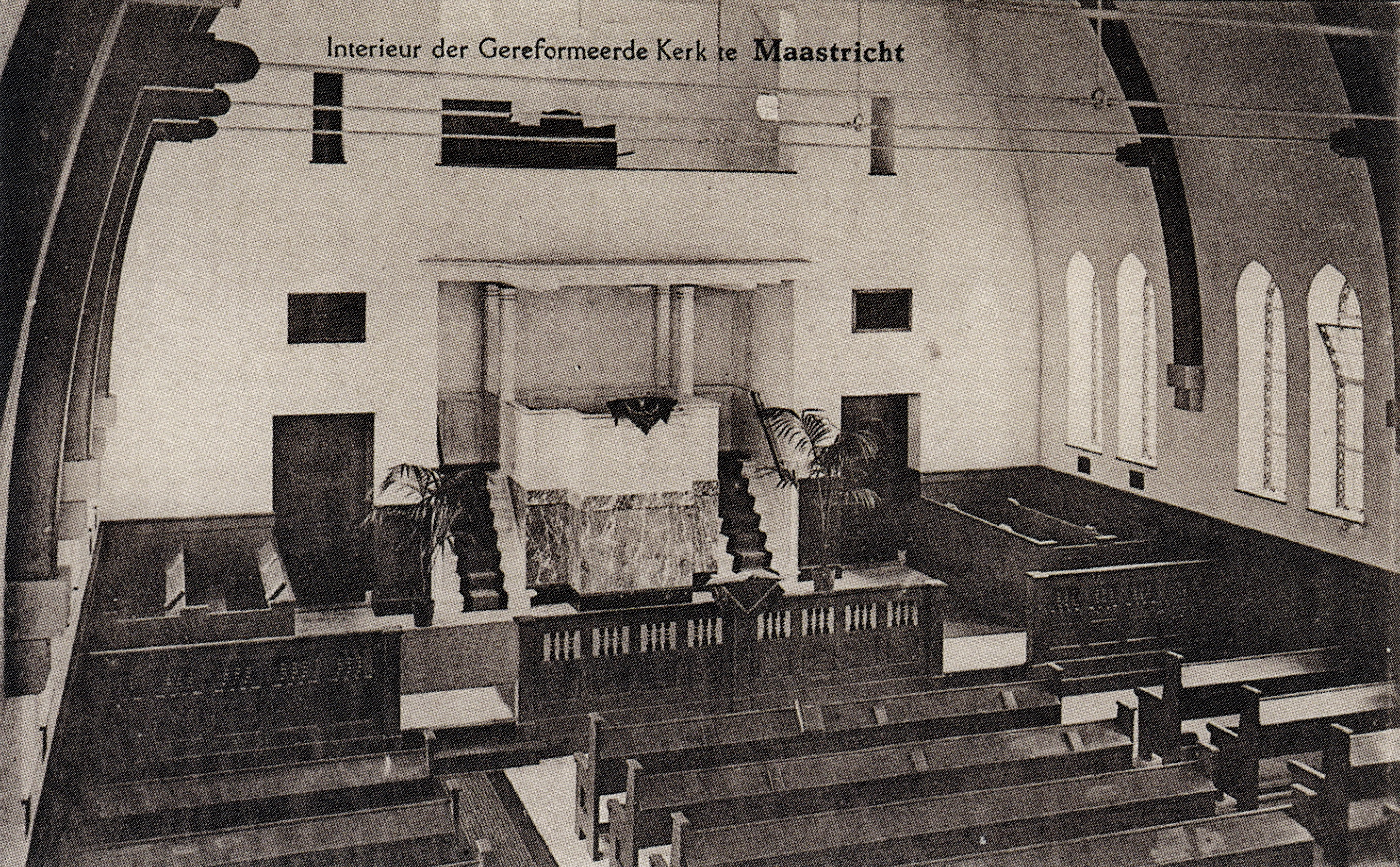
Interieur naar het westen, ca. 1930

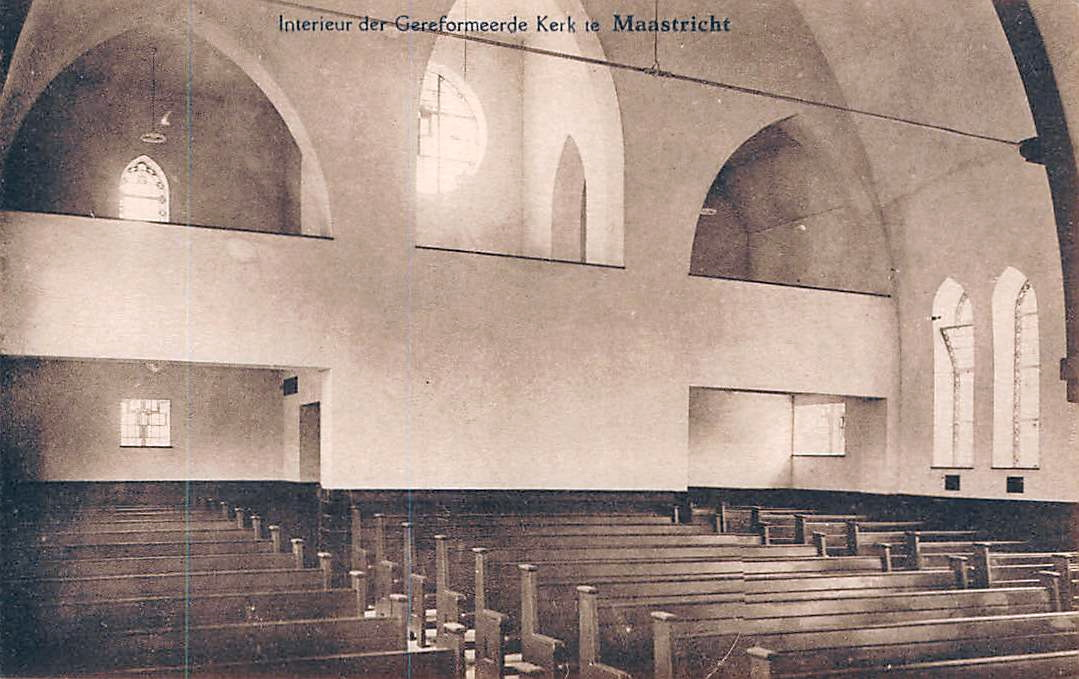
Interieur naar het oosten, ca. 1930

### Gereformeerden in Maastricht
De Gereformeerde Kerken in Nederland ontstonden in 1892 toen twee groepen zich verenigden die zich eerder van de Nederlandse Hervormde Kerk hadden afgescheiden: een deel van de Christelijke Gereformeerde Kerk in Nederland, die ontstaan was uit de Afscheiding van 1834 en de Nederduits Gereformeerde Kerk (Dolerende) die ontstond uit de Doleantie in 1886. De Afscheiding van 1834 had in Maastricht geen veranderingen teweeggebracht; de Doleantie in 1886, onder leiding van Abraham Kuyper, had er één navolger: Catharinus Roelants, die in 1887 uit de hervormde gemeente werd gezet.
In 1897 vestigde zich in Venlo de gereformeerde evangelist H. Dekker, die de "verstrooiden" in Limburg pastoraal opving. In 1902 verhuisde Dekker naar Maastricht, waar hij aan de Heerderweg onder andere catechisatielessen gaf aan kinderen. In 1911 kon een huis aan de Wilhelminasingel in Wyck worden betrokken, waar de eerste gereformeerde diensten gehouden werden. De eerste gemeenteleden waren voornamelijk afkomstig uit andere delen van Nederland, die zich hier vestigden vanwege werk in de mijnen en fabrieken, of bij overheidsdiensten. Tot de Eerste Wereldoorlog bleef de Maastrichtse gemeente afhankelijk van Heerlen. In 1917 werd een huis gekocht aan de Lyonetstraat, vlak bij het Sterreplein in de buurt Sint Maartenspoort. Het pand werd verbouwd en deed 9 jaar lang dienst als gereformeerd kerkgebouw.
In 1919 werd de Maastrichtse gemeente zelfstandig. Dit gebeurde tijdens een dienst op zondag 2 november 1919 die geleid werd door dominee G. Pontier en waarbij onder anderen de Maastrichtse burgemeester Leopold van Oppen en de Limburgse gouverneur baron van Hövell tot Westerflier aanwezig waren. In 1923 werd de eerste eigen predikant verwelkomd in de persoon van dominee K. Winkelman. Het gebouw aan de Lyonetstraat bleek al na enkele jaren te klein en van 1923 tot 1925 maakten de gereformeerden gebruik van de Waalse kerk in het Jekerkwartier.

### Bouw van de kerk
Een van de eerste taken van dominee Winkelman was de bouw van een nieuwe kerk op een terrein aan het Sterreplein. De locatie, vlak bij het station van Maastricht, was bewust gekozen zodat gereformeerden uit het hele Heuvelland op zondagochtend met trein of bus naar de kerk konden komen. Al eerder was in het bouwblok tussen het Sterreplein en de Franciscus Romanusweg de protestantse Suringarschool tot stand gekomen, in 1931 kwam daar het Protestants Tehuis van Alphons Boosten bij. De aanbesteding van kerk en pastorie vond plaats op 14 april 1925. De kerk werd gebouwd naar een ontwerp van architect Johannes Kortlang. Tijdens de bouw deden zich allerlei problemen voor waardoor de gemeente in grote financiële moeilijkheden geraakte en er zelfs overwogen werd de bouw stop te zetten. Door bezuinigingen en een bijdrage van de gemeente Maastricht kon de kerk toch voltooid worden en op 30 juni 1926 in gebruik worden genomen.

### Gereformeerde kerk (1926-1990)
Gereformeerde dominees in Maastricht waren achtereenvolgens: ds. K. Winkelman (1923-1927), ds. K.W. Dercksen (1929-1941), ds. E. de Jong (1947-1950), ds. H. Munnik (1950-1960), ds. D. Kronemeijer (1960-1966) en  ds. A.F. Goedendorp (1966-1971).
Vanaf de jaren 1960 kwam in Maastricht en Limburg al heel vroeg de samenwerking op gang tussen hervormden en gereformeerden. In 1987 ging in Maastricht de Samen op Weg-gemeente van start; eerst met drie dominees, twee hervormd en één gereformeerd, later met twee, één gereformeerd en één hervormd, elk aan een kant van de Maas. Al vrij snel vroeg niemand meer naar een dominee van de eigen ‘gezindte’. De Sterrepleinkerk werd verkocht en men kwam vanaf dat moment samen in de Sint-Janskerk op het Vrijthof. De nieuwe fusiekerk werd Reformatorische Kerkgemeenschap Maastricht genoemd. In 2004 gingen de Gereformeerde Kerken in Nederland, de Nederlandse Hervormde Kerk en de Evangelisch-Lutherse Kerk op in de Protestantse Kerk in Nederland (PKN). De Maastrichtse PKN-gemeente fuseerde met de kleinere gemeenten in Vaals-Gulpen en Valkenburg-Meerssen, waarna de naam veranderde in Protestantse Gemeente Maas-Heuvelland.

### Sluiting van de kerk en herbestemming
Als gevolg van de vorming van de Samen op Weg-gemeente in Maastricht is de Gereformeerde kerk in 1990 gesloten en korte tijd later verkocht. De fusiekerk maakt sindsdien gebruik van de historische Sint-Janskerk, de oudste en grootste protestantse kerk van Maastricht. De Sterrepleinkerk is daarna tijdelijk in gebruik geweest als Evangelie Gemeente De Deur en is daarna ingericht als woning met atelier. De kerkzaal wordt tegenwoordig verhuurd.

## Beschrijving
De Sterrepleinkerk is een eenvoudige, bakstenen zaalkerk met een hoog zadeldak en een toren in de typisch traditionalistische bouwstijl uit het interbellum. De vrij gedrongen kerktoren met ingesnoerde torenspits is geïntegreerd in de puntgevel aan het Sterreplein, waarin zich de hoofdtoegang, een groot rond venster en enkele kleinere vensters bevinden. De zijgevels bevatten tien paarsgewijs geplaatste lancetvensters. Het interieur bestaat uit een hoge, eenbeukige ruimte overdekt met een spitstongewelf, dat door houten spanten gesteund wordt. Wat met het in 1927 voor 650 gulden aangekochte kerkorgel gebeurd is, is onbekend.

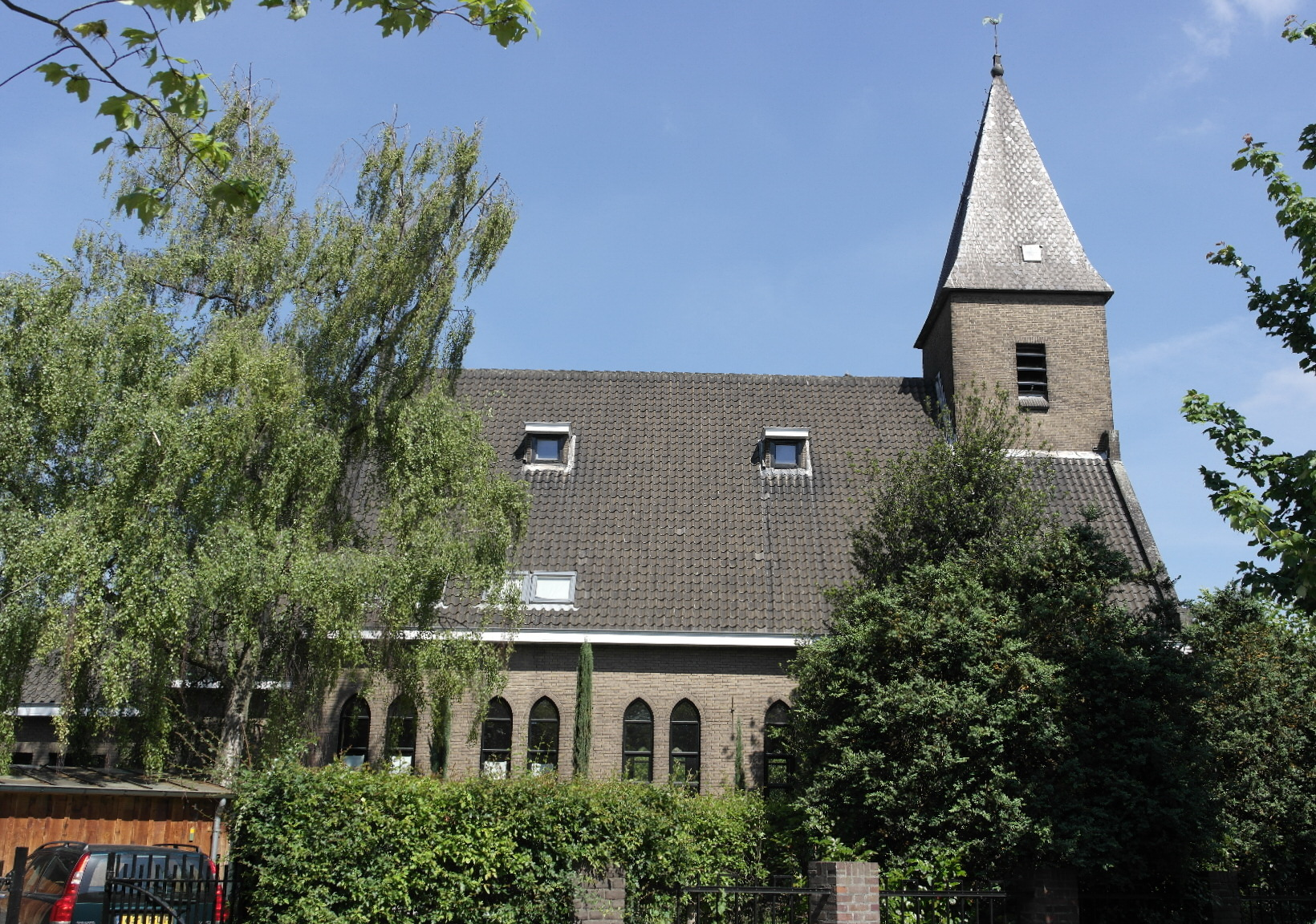
Zuidzijde en toren
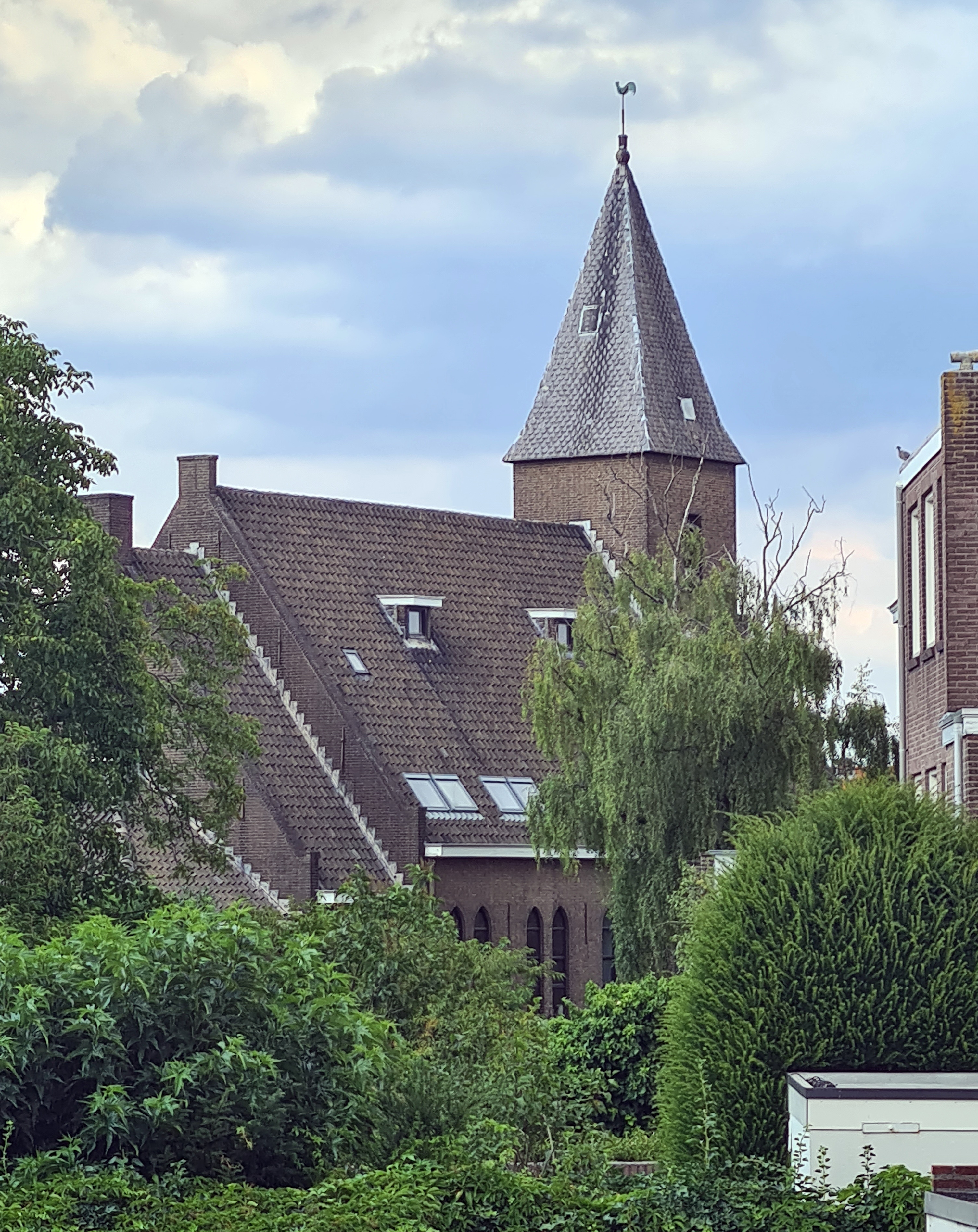
Vanuit het zuidwesten
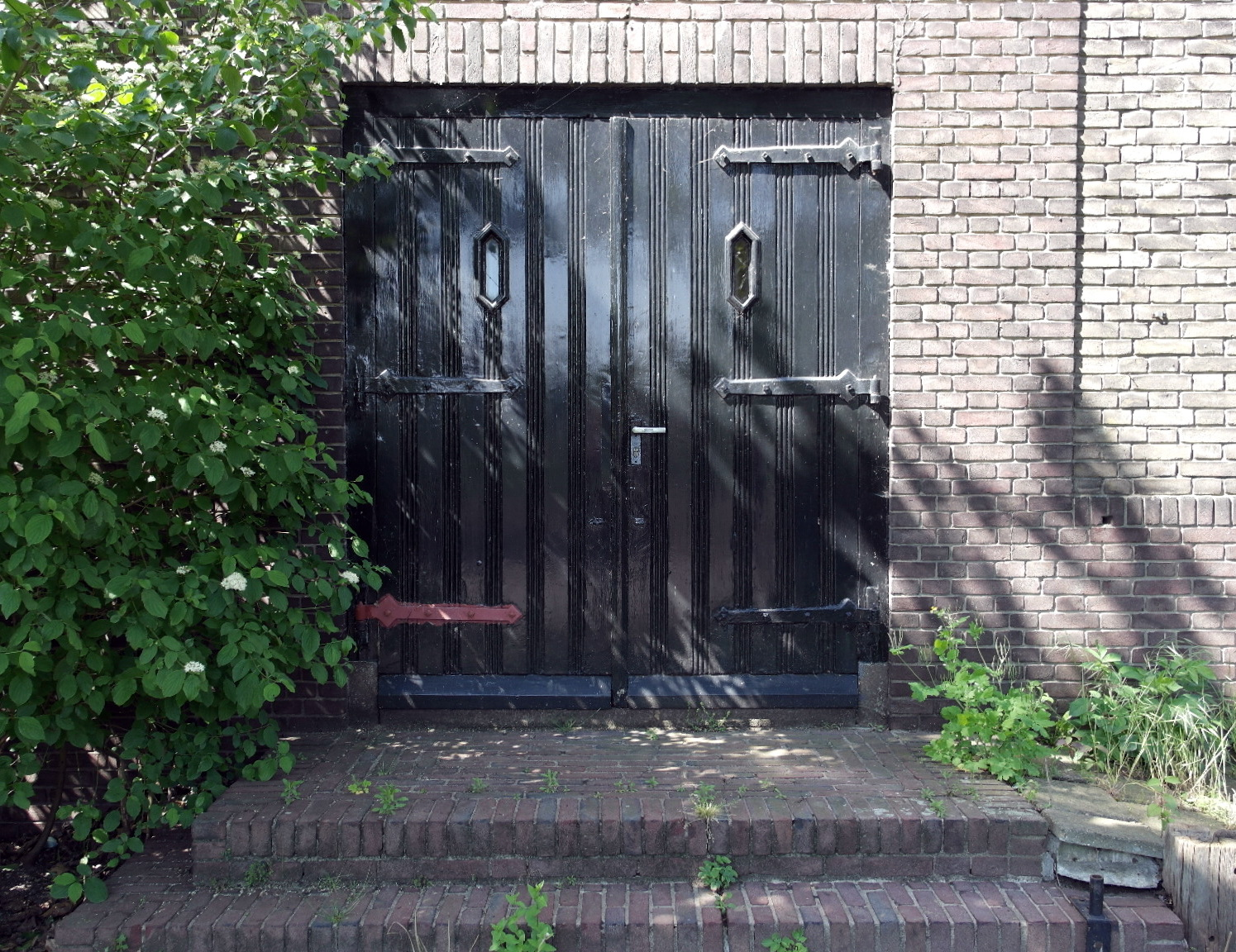
Hoofdingang
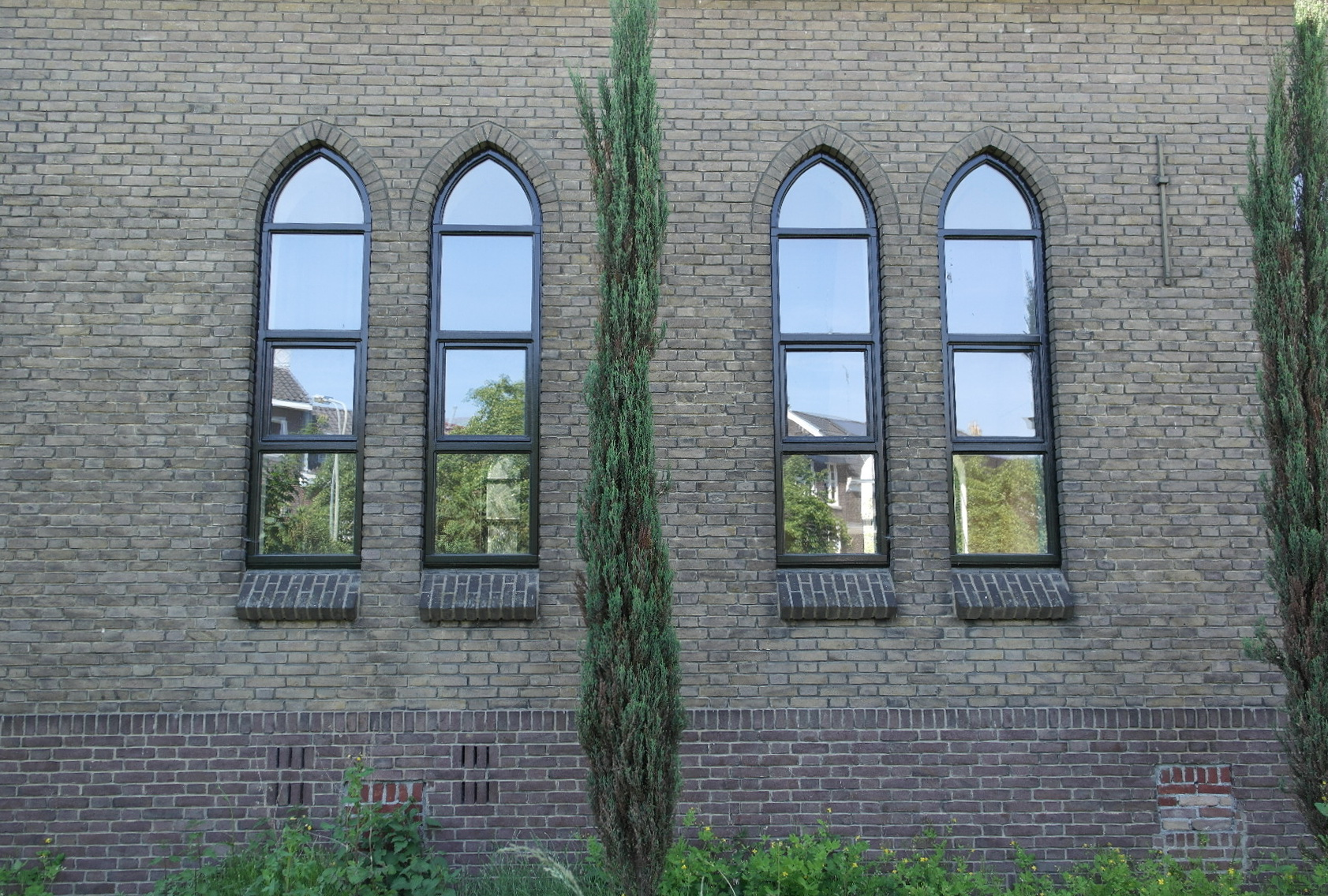
Lancetvensters